# Дубинки (Львовская область)
Дубинки (укр. Дубинки) — село в Мостисской городской общине Яворовского района Львовской области Украины.
Население по переписи 2001 года составляло 112 человек. Занимает площадь 0,41 км². Почтовый индекс — 81310. Телефонный код — 3234.